# Herman Van Loo
Pour les articles homonymes, voir Van Loo.
Herman Van Loo, né le 14 janvier 1945 à Malines et mort le 12 octobre 2017 à Alost, est un coureur cycliste belge, professionnel de 1965 à 1970.

## Palmarès sur route
- 1962
  - 2e du championnat de Belgique sur route débutants
- 1964
  - Course des chats
  - Gand-Wevelgem espoirs
  - 3e du Circuit franco-belge
- 1965
  - Circuit du Port de Dunkerque
  - Tour d'Anjou
    - 5e étape
    - 3e du Classement Général
- 1966
  - Wingene Koers
  - 3e du Circuit des monts du sud-ouest
- 1967
  - 2e de Tielt-Anvers-Tielt
- 1968
  - 2e de Tielt-Anvers-Tielt

## Palmarès sur piste

### Championnats du monde
- Salò 1962
  -  Médaillé d'argent de la poursuite amateurs
- Sallanches 1964
  -  Médaillé d'argent de la poursuite amateurs

### Championnats nationaux
- 1962
  - 2e du championnat de Belgique de poursuite amateurs
- 1963
  - 2e du championnats de Belgique de l'américaine amateurs
- 1964
  -  Champion de Belgique de poursuite amateurs
  - 3e du championnat de Belgique de l'américaine amateurs
- 1965
  - 3e du championnat de Belgique de course derrière derny amateurs
- 1966
  - 2e du championnat de Belgique de poursuite